# Желтогорлая мадагаскарская кукушка
Желтогорлая мадагаска́рская куку́шка (лат. Coua cursor) — вид птиц из семейства кукушковых (Cuculidae). Подвидов не выделяют. Эндемик острова Мадагаскар.

## Описание
Желтогорлая мадагаскарская кукушка достигает длины 34—40 см и массы до 118 г. Половой диморфизм не выражен. Окраска оперения верхней части тела взрослых особей бледно-серо-зелёная, вокруг лица проходит черная полоса, хвост серый (не голубоватый). Горло желтовато-коричневое, грудь светло-пурпурная, брюхо беловатое, бока серые, подхвостье серое (не фиолетовое); голая кожа вокруг глаза голубая с заметным розовым пятном сзади. Радужная оболочка коричневая, клюв чёрный, ноги чёрные. Молодые особи более тусклые, без чёрных пятен на лице. Перья на спине, надхвостье и кроющих перьях крыльев с желтовато-коричневой каймой; клюв бледный.
Крики представлены громким «kewkewkewkookoor», а также хрюканьем и «ay-reeyoo».

## Распространение и места обитания
Желтогорлая мадагаскарская кукушка является эндемиком Мадагаскара. Ведёт оседлый образ жизни. Распространена преимущественно в прибрежных районах на юго-западе и юге Мадагаскара. Естественными местами обитания являются полупустынные области с зарослями терновника, сухие редколесья с отсутствием напочвенного покрова, районы на известняковых плато с низкорослым кустарничком (но не только с зарослями молочая). Встречается от уровня моря до высоты 200 м над уровнем моря.

## Биология
Желтогорлая мадагаскарская кукушка ведёт наземный образ жизни. В состав рациона входят насекомые. Моногамный вид. Не является гнездовым паразитом. Размножается во время дождей; наблюдалась откладка яиц в октябре, птенцов видели в феврале—марте. Гнездо в форме неглубокой чашечки из веток и коры, выложенную изнутри черешками листьев, располагается на высоте до двух метров от земли в кустарнике. В кладке два беловатых яйца размером 34 х 23 мм.